# Яструб неоарктичний
Яструб неоарктичний (Accipiter striatus) — хижий птах роду яструбів родини яструбових ряду яструбоподібних, що мешкає в Північній та Центральній Америках. Вид включає низку підвидів, деякі з яких іноді вважаються самостійними видами.

## Опис

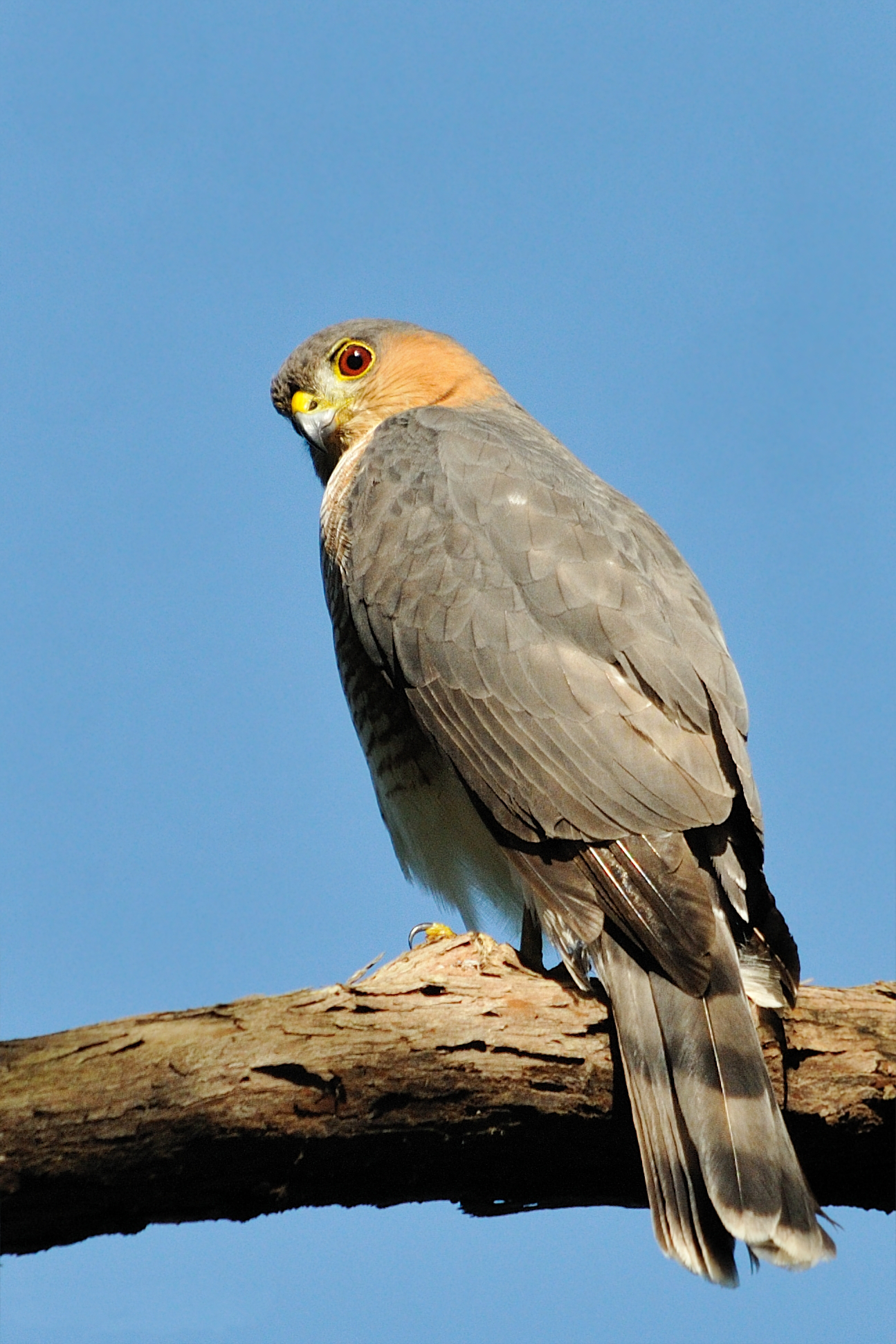

Неоарктичний яструб є одним з найменших яструбів Північної Америки. Вид має виражений статевий диморфізм: самки набагато більші за самців. Довжина тіла самців 24–27 см, розмах крил 53–56 см, вага 87–114 г; довжина тіла самок 29–34 см, розмах крил 58–65 см, вага 150–218 г. Хвіст досить довгий (13–18 см); на відміну від заокругленого хвоста чорноголового яструба, хвіст неоарктичного яструба має вигин по центру. Крила відносно короткі й округлі. Лапи жовті, пальці довгі і тонкі, цівка сплюснута. Дзьоб чорнуватий на кінці і світліший біля основи. Птах темно-сірого кольору, голова чорна, груди й живіт світліші, поцятковані темно-рудими смужками. Низ хвоста білого кольору, на хвості кілька смужок. Молоді птахи зазвичай коричнуватого кольору.

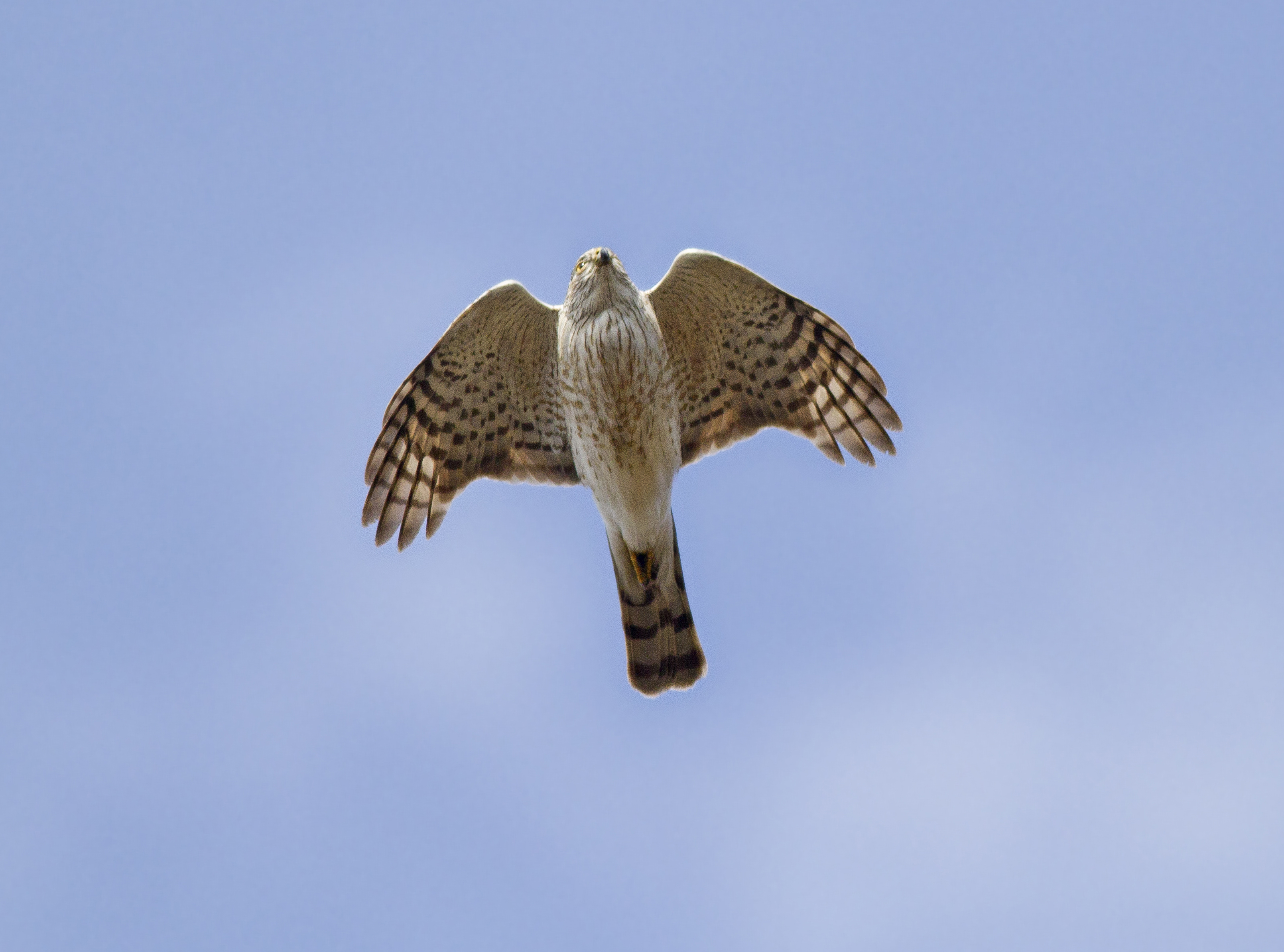
Молодий неоарктичний яструб в польоті

## Поширення
Вид поширений майже по всій Північній Америці, за виключенням центральної частини, а також на островах Карибського моря, включаючи Кубу, Гаїті і Пуерто-Рико. Це мігруючий вид. Мешкають в лісових масивах.

## Таксономія
Білогрудий яструб (A. chionogaster), еквадорський яструб (A. ventralis) і бразильський яструб (A. erythronemius) часто вважаються підвидами неоарктичного яструба, хоча Американське орнітологічне товариство вважає їх окремими видами
Виділяють низку підвидів:
- A. s. fringilloides Vigors, 1827 – Куба
- A. s. madrensis Storer, 1952 – Герреро і, можливо, західна Оахака
- A. s. perobscurus Snyder, 1938 – Хайда-Гваї і, можливо, протилежний берег Британської Колумбії
- A. s. striatus Vieillot, 1808 – Гаїті
- A. s. suttoni Van Rossem, 1939 – від крайнього півдня Нью-Мексико до півдня Веракрусу
- A. s. velox (Wilson, A), 1812 – від Аляски і Канади на південь до Каліфорнії
- A. s. venator Wetmore, 1914 – Пуерто-Рико.

## Раціон
Харчуються невеликими птахами, іноді невеликими ссавцями й комахами. Більшість здобичі важить менше 40 г, хоча іноді яструб може вполювати й великого птаха.

## Розмноження
Більшість неоарктичних яструбів розмножуються на другий рік свого життя. В помірних широтах яйця відкладають з травня по червень, в тропіках з березня по квітень. Перед спарюванням виконуються шлюбні танці. Гніздо будують з сухих хвойних гілок, діаметром від 35 до 60 см, висотою від 10 до 14 см. Зазвичай в кладці 4–5 яєць, білого або блакитного з цяточками кольору, розміром 38 × 30 мм. Самка висиджує яйця від 21 до 35 днів. Через 40 днів пташенята починають намагатися полювати.

## Збереження
Це численний і поширений вид. МСОП вважає цей вид таким, що не потребує особливого захисту. Однак деякі підвиди можуть бути дуже рідкісними, зокрема пуерториканський підвид A. s. venator Службою рибних ресурсів та дикої природи США внесений в список видів, що знаходяться під загрозою зникнення.